# Pollutieroos

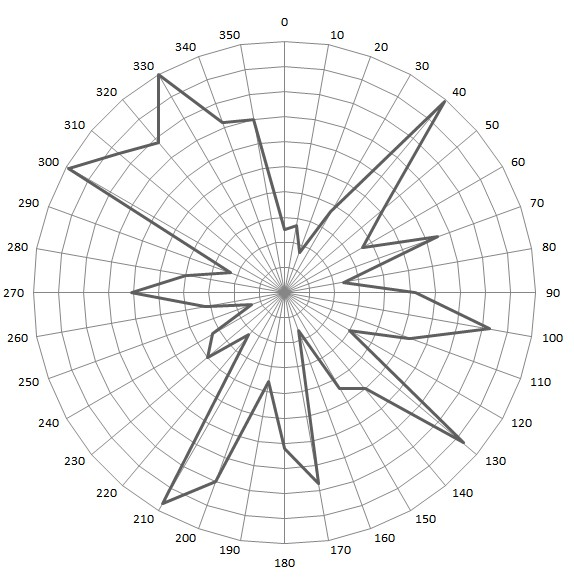
Fictieve pollutieroos met 36 sectoren in de vorm van een radardiagram.

Een pollutieroos is een diagram dat gebruikt wordt bij de analyse van luchtverontreiniging. De pollutieroos toont het verband tussen de gemeten immissiewaarden in een meetpunt en de bijhorende windrichting over een langdurige periode, gewoonlijk een jaar. Ze kan gebruikt worden voor luchtvervuilende stoffen die continu bemonsterd worden en waarvoor continue of uurgemiddelde meetwaarden beschikbaar zijn.
Een pollutieroos heeft hetzelfde uiterlijk als een windroos. Ze toont per sector het gemiddelde (of een percentiel) van de metingen wanneer de wind uit die sector waaide. Een pollutieroos voor piekwaarden toont voor elke sector de hoogste gemeten waarde over de meetperiode.
Niet zozeer de absolute als wel de relatieve grootte van de sectoren in een pollutieroos is van belang. Uitgesproken pieken in zo'n pollutieroos wijzen in de richting van potentiële bronnen van de vervuiling. Dit wordt duidelijker wanneer men de pollutieroos, gecentreerd op het meetpunt, op een kaart legt. Met meerdere meetpunten verspreid over een gebied wordt het mogelijk een potentiële bron te lokaliseren, wanneer pieken van verschillende pollutierozen naar een bepaald punt of gebied wijzen.